# USS Vamarie (IX-47)
USS Vamarie – oceaniczny jacht wyścigowy z ożaglowaniem kecza. Zaprojektowany przez firmę Jasper Morgan of Cox & Stevens, Inc. Został zbudowany w 1933 w Bremie przez Abeking & Rasmussen dla S. Vadima Makaroffa z Oyster Bay. Z Makaroffem za sterem jacht brał udział w dziewięciu wyścigach oceanicznych pomiędzy 1934-1936. Przepłynął ponad 30 000 mil. Ofiarowany Regiment of Midshipmen przy United States Naval Academy 11 listopada 1936 "Vamarie" służył w Marynarce jako jacht wyścigowy w lokalnych wyścigach na zatoce Chesapeake w czasie sezonu 1937. Następnego lata, 22 czerwca 1938 "Vamarie" wziął udział w wyścigu z Newport do Bermudów, będąc pierwszym jachtem, który wrócił do ścigania oceanicznego w ciągu dwóch lat. Cztery dni później jacht, dowodzony przez komandora Johna F. Shafrotha, zajął 18 miejsce (z 22 startujących) w swojej klasie i 29 (z 44) w ogólnej klasyfikacji.
"Vamarie" brała udział w kolejnych lokalnych wyścigach do 1939. 8 marca 1940 otrzymała numer klasyfikacyjny IX-47. Jacht został oficjalnie przydzielony Akademii Morskiej 22 października 1940 i wszedł do służby 10 listopada 1944. Operował w gestii Severn River Naval Command do czasu zatwierdzenia decyzji o wycofaniu ze służby 24 lutego 1955. Skreślony z listy jednostek floty 22 czerwca 1955 "Vamarie" została rozebrana w grudniu tego roku.